# Сульфіти
Сульфі́ти — солі сульфітної кислоти.
Як двоосновна кислота H2SO3 утворює два ряди солей: нормальні і кислі. Нормальні її солі називають сульфітами, а кислі — гідросульфітами. Сульфіти утворюються при повній нейтралізації сульфітної кислоти основою, а гідросульфіти — при неповній нейтралізації.
H2SO3 + 2NaOH → Na2SO3 + 2H2O
H2SO3 + NaOH → NaHSO3 + H2O
Солі сульфітної кислоти значно стійкіші від кислоти і можуть існувати у вільному стані. 
В хімічному відношенні сульфіти теж є добрими відновниками через легкість переходу аніона {\displaystyle {\ce {SO3^2-}}} у {\displaystyle {\ce {SO4^2-}}}. Тому розчини сульфітів можуть окиснюватися киснем поівтря:
{\displaystyle {\ce {SO3^2- +O ->SO4^2-}}}
Але при взаємодії з сильними відновниками (наприклад, сірководнем) проявляють окисні властивості:
{\displaystyle {\ce {S^4+O3^6- + 2S^2- ->3S^0 + 3O^2-}}}
{\displaystyle {\ce {Na2SO3 +2H2S ->3S +2H2O +Na2O}}}
Деякі сульфіти мають важливе технічне значення, зокрема гідросульфіт натрію NaHSO3 і гідросульфіт кальцію Ca(HSO3)2.
Гідросульфіт натрію відомий у техніці під назвою антихлору. Його застосовують у текстильній промисловості для знищення залишків хлору при відбілюванні тканин:
NaHSO3 + Cl2 + H2O → NaHSO4 + 2HCl
Гідросульфіт кальцію вживається при переробці деревини в так звану сульфітну целюлозу. Розчин Ca(HSO3)2 при підвищеному тиску і нагріванні розчиняє лігнін, що зв'язує волокна целюлози, і вони відділяються одно від одного. Одержана таким способом целюлоза йде на виготовлення паперу.